# Georg Henrik Lasson
Georg Henrik (de) Lasson (7. januar 1814 i Randers – 18. april 1864 i Dybbøl) var en dansk officer.
Han var en søn af generalmajor Iver Christian Lasson. I 1825 sendtes han til København for at indtræde på Landkadetakademiet, og han kom da i huset hos general Frederik Bardenfleth, der var guvernør for prins Frederik (senere Frederik VII). Denne fik et venskabsforhold med Lasson og satte megen pris på ham. Efter afgangen fra akademiet blev Lasson sekondløjtnant ved Oldenborgske Infanteriregiment med aldersorden fra 1828. Han blev forfremmet til premierløjtnant i 1834 og til kaptajn i 1845, efter i 4 år at have været adjudant hos general Lützow. Ved Treårskrigens udbrud i 1848 kunne Lasson på grund af sygdom ikke straks deltage i kamphandlinger, men blev dog snart ansat som kommandant i hovedkvarteret og deltog i fægtningen ved Haderslev. Samme år blev han kompagnichef ved Livgarden til Fods og deltog som sådan i fægtningen ved Ullerup (1849) samt i slaget ved Isted (1850), hvorefter han fik rang af major. Det følgende år indtrådte han i majors nummer ved Garden (anciennitet i 1852). I 1854 blev han kommandør for 14. linjebataljon, hvorfra han blev forfremmet til oberstløjtnant 1857 og ansat som kommandør for Livgarden til Fods i 1861. I december 1863 blev han udnævnt til oberst. Han overtog kommandoen over 1. brigade og stod i spidsen for denne denne ved Dannevirke og under Dybbøls forsvar. Under slaget 18. april holdt hans brigade venstre fløj af stillingen besat, og under forsøget på at skaffe sine hårdt trængte tropper understøttelse, blev han dødeligt såret. Han døde samme dag af sine kvæstelser. Han var Ridder af Dannebrog og Dannebrogsmand.

## Privatliv
Lasson, der er blevet betegnet som en smuk og statelig skikkelse og en dygtig fører, havde den 13. april 1855 indgået ægteskab med Marie Zeuthen (26. oktober 1826 – 26. februar 1881), datter af højesteretsassessor, etatsråd Vilhelm Zeuthen til Tølløsegård. 27. april 1863 blev Lasson ophøjet i adelstanden, idet det blev antaget, at han nedstammede fra den gamle familie af dette navn, uden at det dog kunne bevises. Titlen kunne dog ikke videreføres, fordi han ikke efterlod sig nogle sønner. Hans enke havde pension fra Vallø Stift, og hans to døtre, Marie Thalia Sophie (f. 24. januar 1856) og Anna Bolette Emilie (f. 16. september 1857), var indskrevne i Vallø Stift.